# Assemini
Assemini (en sardo: Assèmini) es un municipio de Italia, en la ciudad metropolitana de Cagliari, región de Cerdeña. Tiene 26.310 habitantes y está situado a 12 km al noroeste de Cagliari. Posee una amplia tradición en la producción de cerámica, que se remonta a los tiempos de ocupación cartaginesa.
El municipio se encuentra en las llanuras de los ríos Cixerri, Flumini Mannu y Sa Nuxedda, y al norte de la laguna de Stagno di Cagliari.

## Historia

### Origen del nombre
El origen del nombre del municipio sigue todavía siendo objeto de discusión y controversia. Las investigaciones apuntan a tres posibles orígenes: la primera de ellas es que proviene de la palabra "shemen", término fenicio que significa "aceite", debido a la antigua tradición olivícola de la zona. También se apunta a un posible origen árabe, concretamente de "atthaman", traducción del latín para "ad octavum", que haría referencia a las ocho millas de distancia que separan al municipio de Cagliari, la ciudad principal de la isla.
Otra posibilidad radica en la Carta de Cerdeña de 1589, escrita por el geógrafo y cartógrafo flamenco Mercatore. En ella se hace alusión al término "Arx Muni", que significa "villa fortificada". Posteriormente se habría transformado en "Arse Muni", y más tarde en "Arsemini".

## Evolución demográfica
| Gráfica de evolución demográfica de Assemini entre 1861 y 2001 |
|                                                                |
| Fuente ISTAT - Elaboración gráfica de Wikipedia                |